# Coopération Régionale des Politiques Migratoires
 (mai 2025).
La Coopération régionale des politiques migratoires (CRPM) est un programme de coopération internationale lancé en 2020, visant à renforcer la gouvernance des politiques migratoires dans plusieurs pays d’Afrique subsaharienne. Porté par l’agence française de coopération technique Expertise France et financé par l'Agence française de développement (AFD), il mobilise les institutions publiques, les collectivités locales, les diasporas et la société civile pour faire des migrations un levier de développement local et régional.

## Historique
Le projet est né du constat que 70 % des mobilités africaines sont intracontinentales, avec des défis mais aussi un fort potentiel pour le développement des territoires. La première phase (2020–2023) a permis de structurer un cadre de dialogue régional, notamment à travers des ateliers multi-acteurs et des coopérations institutionnelles.
Depuis 2024, le projet est entré dans une deuxième phase (CRPM2) avec un périmètre élargi et des outils de financement de projets portés par les diasporas et les collectivités.

## Objectifs
Le CRPM2 a pour objectif de :
- Renforcer les capacités des institutions publiques en matière de politique migratoire ;
- Soutenir les parcours de réintégration durable des migrants de retour ;
- Mobiliser les diasporas dans le développement économique, social et culturel ;
- Animer un cadre de dialogue pluri-acteurs autour des migrations[2].

## Pays bénéficiaires
Le programme intervient dans six pays d’Afrique :
- Cameroun
- Comores
- Côte d'Ivoire
- Guinée
- Madagascar
- Sénégal

## Activités et résultats
La phase 2 du programme prévoit :
- 44 ateliers de dialogue régional et national ;
- 20 projets de coopération institutionnelle entre administrations africaines ;
- 20 actions portées par les diasporas en Côte d’Ivoire et en Guinée ;
- 10 projets portés par des collectivités locales ;
- 5 études thématiques sur les enjeux migratoires africains[3],[4].

## Gouvernance et partenaires
Le programme est mis en œuvre par Expertise France, en lien avec :
- Les ministères en charge des migrations dans les pays partenaires ;
- Les collectivités locales ;
- Les organisations de la société civile ;
- Des chercheurs africains et français[5].

## Réception et couverture
Le projet a reçu l’appui officiel des gouvernements partenaires. En Côte d’Ivoire, il a notamment contribué à la création d’un comité national sur la migration.
Il a également fait l’objet de plusieurs conférences de presse et couvertures médiatiques locales et régionales,.